# Ковельський промислово-економічний коледж
Ковельський промислово-економічний коледж ЛНТУ — коледж є структурним підрозділом Луцького національного технічного університету і входить до складу навчально-науково-виробничого інституту неперервного навчання. Є правонаступником Ковельського машинобудівного технікуму, створеного як самостійний навчальний заклад з вечірньою формою навчання наказом Міністра машинобудування для тваринництва та кормовиробництва СРСР від 11 вересня 1978 року за № 228.

## Історія
На виконання постанови Кабінету Міністрів України від 24 вересня 1991 року № 227 «Про заходи щодо виконання Закону України «Про підприємства та організації союзного підпорядкування, що розташовані на території України» наказом Міністерства вищої освіти України від 28 листопада 1991 року № 231 Ковельський машинобудівний технікум прийнятий до системи Мінвузу України, а з 4 травня 1992 року – підпорядкований Міністерству освіти України. Згідно з наказом Міністерства освіти і науки України № 459 від 08.06.2004 року Ковельський машинобудівний технікум реорганізований і приєднаний до складу Луцького державного технічного університету як відокремлений структурний підрозділ, а наказом Міністерства освіти і науки України № 883 від 25.11.2004 року перейменований в Ковельський промислово-економічний коледж Луцького державного технічного університету. Згідно з Указом Президента України N 335/2008 від 11 квітня 2008 року Луцький державний технічний університет набув статусу «національного» і, відповідно, зараз коледж має назву Ковельський промислово-економічний коледж Луцького національного технічного університету.
Основним напрямком діяльності коледжу є підготовка, перепідготовка і підвищення кваліфікації фахівців за державними замовленнями та угодами з юридичними й фізичними особами для промислових підприємств машинобудування, установ, організацій, бухгалтерського обліку та контролю.
Загальна чисельність працівників коледжу – 130 осіб. Навчально-виховний процес здійснює 61 інженерно-педагогічний працівник, які мають відповідну фахову освіту та досвід роботи. 28 із них мають вищу кваліфікаційну категорію, чотири – старші викладачі, шість – викладачі-методисти. Базовим підприємством є Ковельський завод сільськогосподарських машин ВАТ «Ковельсільмаш».
Коледж розміщується на території 4,7 га. В комплекс коледжу входить:
- навчально-побутовий корпус;
- навчально-виробничі майстерні;
- дев'ятиповерховий гуртожиток на 344 місця;
- котельня, господарські приміщення;
- спортивна база (спортивний зал, кабінет фізичного виховання, зал атлетичної гімнастики, футбольне поле, гімнастичне містечко, спортивні майданчики).

У навчально-побутовому корпусі коледжу розміщена актова зала, їдальня. Одним зі структурних підрозділів коледжу є бібліотека з читальним залом на 56 місць та книгосховищем.
Навчальні кабінети та лабораторії оснащені необхідними технічними засобами навчання, навчальною та довідковою літературою, відповідними методичними посібниками, навчальними моделями, плакатами, планшетами. В навчальних кабінетах, лабораторіях використовуються, діапроєктори й програвачі, персональні комп’ютери. В навчальному процесі використовуються діючі моделі машин і механізмів, які були виготовлені студентами при виконанні курсових та дипломних проєктів.
Значну роль у навчально-виховному процесі відіграє бібліотека. Особлива увага приділяється комплектуванню книжкового фонду з забезпечення студентів підручниками та іншою навчальною літературою. Працівники бібліотеки надають допомогу в проведенні виховних годин в групах, проводять індивідуальну роботу зі студентами, застосовуючи у своїй роботі найбільш актуальні форми й методи пропаганди книги. Створено умови для позааудиторної самостійної роботи студентів з усіх навчальних дисциплін, її інформаційного та методичного забезпечення.
В навчальному процесі широко використовуються персональні комп'ютери. Для комп’ютерного забезпечення навчального процесу в коледжі створено навчальні кабінети й лабораторії:
- кабінет інформатики й обчислювальної техніки;
- лабораторію обчислювальної техніки та програмування;
- лабораторію інформаційних систем обліку.

В цих аудиторіях розміщено персональні комп’ютери типу Celeron 1,8 GHz, Pentium III, Pentium IV. Для забезпечення використання комп'ютерної техніки в коледжі створено загальний банк тестових програм для контролю якості знань студентів, а також програм для самостійного вивчення окремих розділів навчальних дисциплін. До таких програм відносяться:
- Універсальна тестова програма «UNITest»;
- Пакет тестових завдань для контролю знань з дисциплін: «Організація виробництва», «Основи менеджменту», «Економічний аналіз», «Маркетинг», «Системи автоматизованого проєктування», «Технологія сільськогосподарського машинобудування»;
- Пакет завдань для перевірки якості підготовки до комплексного державного екзамену;
- Набір програм для перевірки знань студентів з дисципліни «Інформатика та комп’ютерна техніка»;
- Програма для перевірки знань правил дорожнього руху;
- САПР КОМПАС 3D V8.

В навчальному процесі широко використовується плотер, з допомогою якого роздруковуються креслення для курсових і дипломних проєктів, розроблені з використанням комп'ютерних технологій.
Між навчальними кабінетами й лабораторіями створено локальну мережу, що дає змогу викладачам і студентам коледжу користуватися ресурсами Інтернету. Крім навчальних кабінетів і лабораторій, персональні комп’ютери встановлені в кабінетах з курсового та дипломного проєктування, загальної електротехніки, технічної механіки, бухгалтерського обліку.
Помітним імпульсом в роботі педагогічного колективу є постійна увага і практична допомога з боку ректорату Луцького національного технічного університету. На базі даного університету викладачі коледжу підвищують свою кваліфікацію, обмінюються досвідом роботи, вивчають передовий педагогічний досвід. Ректор університету, проректори, декани факультетів постійно беруть участь в роботі державних екзаменаційних комісій коледжу. В цей час в аспірантурі ЛНТУ навчається п'ять інженерно-педагогічних працівників.
Відповідно до наказу управління освіти і науки Волинської обласної державної адміністрації щорічно в м. Луцьку відбувається виставка-ярмарок педагогічних технологій «Творчі сходинки педагогів Волині». Колектив коледжу представляє на виставку значну кількість методичних матеріалів, навчально-методичних посібників.
Коледж підтримує тісні зв'язки з Луцьким національним технічним університетом, Звягільським промислово-економічним технікумом, Нововолинським електромеханічним технікумом та іншими навчальними закладами. Все нове і прогресивне використовується в навчально-виховному процесі коледжу.

## Сучасна структура коледжу
- Виробництво сільськогосподарських машин (технік-механік);
- Обслуговування та ремонт автомобілів і двигунів (технік-механік);
- Бухгалтерський облік (бухгалтер);
- Організація виробництва (організатор виробництва);
- Обслуговування програмних систем і комплексів (технік-програміст);
- Організація перевезень і управління на автотранспорті.

## Випускники
- Вишневський Олег Миколайович (1978—2016) — старший сержант Збройних сил України, учасник російсько-української війни.